# ألبيرتو كاربونيل
ألبيرتو كاربونيل (بالإسبانية: Alberto Carbonell)‏ (25 يناير 1993 بسان فيسينتي ديل راسبايج في إسبانيا - ) هو لاعب كرة قدم إسباني في مركز الدفاع. لعب مع خيتافي ب ونادي إيركوليس وخوفا اسبانيول ونادي إيركوليس ب ‏.

## روابط خارجية
- ألبيرتو كاربونيل على موقع قاعدة بيانات كرة القدم.إي يو (الإنجليزية)
- ألبيرتو كاربونيل على موقع Soccerway.com (الإنجليزية)